# Bernd Gabriel
Bernd Gabriel (ur. 5 sierpnia 1961) – zachodnioniemiecki zapaśnik walczący w stylu klasycznym. Olimpijczyk z Los Angeles 1984, gdzie zajął siódme miejsce w kategorii do 62 kg.
Szósty na mistrzostwach świata w 1983. Szósty na mistrzostwach Europy w 1985. Wicemistrz świata juniorów w 1981 roku.
Mistrz RFN w 1983, 1984 i 1985; drugi w 1980 roku.